# Bátorová
Bátorová je obec na Slovensku v okrese Velký Krtíš. Žije zde 328 obyvatel.

## Kultura a zajímavosti

### Památky
- Evangelický kostel, jednoduchá jednolodní stavba s půlkruhovým uzávěrem presbytářem z roku 1903.[2]
- Římskokatolický kostel sv. Terezie z Lisieux, jednolodní klasicistní stavba z 19. století. Fasáda kostela je členěna lizénovými rámy a párem nik. Věž tvořící součást hmoty kostela je ukončena jehlanovitou helmicí. Kostel byl obnovován v letech 1979 a 2005.